# فرقة الموسيقى العربية
فرقة الموسيقي العربية وتسمى حالياً فرقة عبد الحليم نويرة هي فرقة موسيقية تأسست عام 1967 بواسطة المايسترو عبد الحليم نويرة والموسيقار أحمد شفيق أبو عوف وتم تأسيسها تحت اسم "فرقة الموسيقى العربية لإحياء التراث الغنائى الأصيل"، هدف الفرقة هي إحياء التراث الغنائى الأصيل وتقدم الفرقة الأشكال التراثية والقوالب الغنائية والموسيقية المختلفة لجمهور ومتذوقى الموسيقى العربية كما أتاحت الفرصة لمؤلفى الموسيقى المعاصرين لتقديم انتاجهم الجيد من القوالب الموسيقية التقليدية.
في عام 1985 توفي المايسترو عبد الحليم نويرة، وتولى قيادة الفرقة المايسترو صلاح غباشي حتى الآن.

## ديسكوغرافيا

### ألبومات
- سهرة مع الموسيقة العربية 1970
- سهرة مع الموسيقى العربية 1971
- سهرة مع الموسيقى العربية 1975
- سهرة مع الموسيقى العربية 1976
- ألحان الموسيقار محمد عبد الوهاب 1990

### مفردة
- فرقة الموسيقى العربية - من الموسيقى العربية - دور كادني الهوى 1970
- فرقة الموسيقى العربية - موحشات من الموسيقى العربية 	1970
- فرقة الموسيقى العربية - موشح أنت المدلل / موشح يا صاحب الصوت الرخيم 1971
- فرقة الموسيقى العربية - موشح في هوى حاوى البها / موشح تعالى الله ما احسن 1971.[5]